# Minimalna rozróżnialna różnica temperatur
Minimalna rozróżnialna różnica temperatur (MRTD) - jest to jedna z wartości która wiąże jednocześnie parametry termiczne i geometryczne kamer pracujących w podczerwieni i jest parametrem oceny i porównania możliwości urządzeń pracujących w widmie IR.
MRTD jest ustalone doświadczalnie i dlatego bierze pod uwagę wszystkie teoretyczne i rzeczywiste czynniki. Pomiar jest przeprowadzany przez wolne ogrzewanie testowego wzorca z pewnej odległości od detektora. MRTD wyraża się w °C przy danej przestrzennej częstotliwości (w cyklach/mrad). 
Przykład: 
| MRTD = 0,05°C przy 0.5 cykla/mrad, liczona dla rozdzielczość termicznej i przestrzennej przy 1000 m. Termiczna rozdzielczość wynosi 0.05°, i reprezentuje tę najmniejszą zmianę temperaturową, która może być wykryta przy każdej odległości. |